# Carmen Santos
Maria do Carmo Santos Gonçalves, ou simplesmente Carmen Santos (Vila Flor, 8 de junho de 1904 – Rio de Janeiro, 24 de setembro de 1952) foi uma cineasta, produtora de cinema, roteirista e atriz brasileira. Foi uma das primeiras mulheres a produzir e dirigir filmes para o cinema brasileiro.
Carmen chegou ao Brasil junto com sua família aos 8 anos. Fundou a Film Artístico Brasileiro (F.A.B.) nos anos 20, para a produção de filmes e, com a chegada do cinema falado em 1933, fundou a produtora Brasil Vox Filmes na cidade do Rio de Janeiro, que, em 1935, mudou de nome para Brasil Vita Filmes. Participou de filmes como Sangue Mineiro (1930), Limite (1931), Favela dos Meus Amores (1935), Argila (1940), ora como atriz, ora como produtora.
Em Inconfidência Mineira (1948), ela foi atriz, roteirista, diretora e produtora. Poucos de seus filmes sobreviveram ao tempo, é o caso de Sangue Mineiro e Limite, que são indispensáveis para aqueles que desejam ter uma ideia de sua obra, que foi muito importante para o cinema brasileiro.
Em 2013, o Ministério da Cultura brasileiro promoveu um edital nomeado Carmen Santos para dar apoio financeiro a curtas e média-metragens produzidos por mulheres.

## Biografia

### Início da vida
Carmen Santos desembarca no Rio de Janeiro aos 8 anos de idade, acompanhada de sua mãe, Ana Cândida, e de sua irmã mais nova, Juliana, no ano de 1912. Seu pai, João dos Santos Gonçalves, imigrara para o Brasil anos antes, onde exercia a profissão de marceneiro. Ainda muito nova, Carmen abandona os estudos na escola pública e passa a trabalhar numa oficina de costura para complementar a renda da família, que vivia em meio a dificuldades financeiras. A autora Ana Pessoa discorre sobre o contexto de Carmen, ao refletir sobre a entrada de mulheres de classes baixas nesse campo de trabalho durante as primeiras décadas do século XX:
"As indústrias de confecções, 'vestuário e toucador', assim como a indústria têxtil, são as mais receptivas frentes de trabalho para as mulheres e meninas dos baixos extratos sociais. As atividades de tecer, costurar e pregar botões nas oficinas de costura transformam em unidade de produção o universo doméstico feminino de fios, agulhas e carretéis."
Aos 14 anos, Carmen Santos passa de operária fabril a vendedora da boutique Parc Royal, localizada no centro do Rio de Janeiro. Lá, é aclamada por sua beleza, que chama a atenção dos funcionários e clientes da loja, cujos frequentadores eram, em sua grande parte, membros da alta elite carioca da época. Essa mudança de profissões protagonizada por uma jovem Carmen Santos simboliza bem a transformação pela qual passavam as grandes metrópoles brasileiras na época. Num período de intensa urbanização e reestruturação da vida social carioca, Carmen se manteve a par das novidades que passavam a incorporar a vida moderna, da mesma forma que pode entrar em contato com o contexto efervescente que envolvia o cinema e suas estrelas no início do século XX. Lívia Cabrera aponta que "Carmen passou a ter acesso às novidades, às notícias em torno do mundo mágico proporcionado pelo cinema, às revistas ilustradas e passou a conviver com pessoas de alta classe, se habituando aos novos comportamentos que começavam a se impor nesse período."
Ainda nesse contexto, Carmen conhece Antônio Lartigau Seabra, seu futuro companheiro, com quem teria uma filha e um filho. Seabra, herdeiro da Seabra & Cia, vinha de uma família rica, à medida que, no futuro, passaria a ser o maior financiador das empreitadas de Carmen.
Em 1919 chega ao Rio de Janeiro o técnico americano William Jansen, cuja produtora, Omega Film, estava à procura de atores brasileiros. Jansen lança, no mesmo ano, um concurso para selecionar os novos talentos que estrelariam em sua primeira produção realizada no Brasil. Aos 15 anos, Carmen Santos é selecionada e inicia, assim, sua carreira como atriz cinematográfica[carece de fontes?].

### Carreira de atriz
Ainda em 1919 é realizada a produção Urutau, de Willian Jansen, protagonizada por Carmen Santos no papel de Marta, uma jovem desamparada que sofre nas mãos de indígenas. O filme foi exibido apenas uma vez, para um grupo pequeno de pessoas do meio. Segundo Cabrera, Urutau “fora elogiado tecnicamente por ter conseguido se aproximar das produções norte-americanas”, parâmetro absoluto para os entusiastas brasileiros da arte cinematográfica da época. Para Carmen Santos, seu primeiro trabalho como atriz significou também a oportunidade de assistir pela primeira vez um filme no cinema. Em entrevista à revista Cinearte, Santos declara:
"Quando acabou a filmagem… o meu interesse pela fita cresceu, tomou vulto e me empolgou porque… porque eu desejava conhecer um Cinema, vêr um film, afinal!... Até então nunca tinha ído a um Cinema, nunca tinha visto um film! Eu era tão pobresinha! E o que eu ganhava – tão pouco!... A primeira fita que vi em minha vida foi a em que trabalhei!... Tenho, ao menos, essa pequenina gloria!"
Infelizmente, as cópias do filme desapareceram logo em seguida, juntamente com seu diretor, ao que Jensen retorna aos Estados Unidos e leva consigo Urutau. 

### Carreira de produtora cinematográfica
Os próximos trabalhos de Carmen Santos foram A Carne (1924) e Mademoiselle cinema (1925), ambos dirigidos pelo tchecoslovaco Leo Merten. Carmen já assumiu um papel também de produtora nessas duas realizações, ambas adaptações de obras literárias (a primeira da obra homônima de Júlio Ribeiro, de 1888, e a última da obra também homônima de Benjamin Costallat, de 1924). Entretanto, dificuldades de produção e acidentes que danificaram os negativos de ambos os projetos implicaram na total perda dos mesmos, ao que os filmes nunca chegaram a ser exibidos.

Carmen Santos na capa da revista A Scena Muda

Portanto, nenhum dos três primeiros trabalhos de Santos chegam a ser lançados comercialmente, mas a atriz já se encontrava num patamar de estrelato à época. Isso muito se devia à política do star system, vigente em Hollywood, e que passaria a operar também no Brasil, principalmente com o ampliamento do circuito de revistas de cinema na primeira metade do século XX. Revistas como Paratodos, A Scena Muda, Palcos e Telas e Cinearte - as duas últimas muito ligadas à figura de Pedro Lima, importante jornalista e crítico de cinema, amigo de Carmen - passariam a incorporar artigos e fotos de Carmen Santos, que por sua vez se valeria dessa publicidade que rondava os astros da época para se estabelecer como figura importante dentro do panorama cinematográfico nacional.
É nesse meio tempo que Santos funda a F.A.B. (Films Artístico Brasileiro), empresa idealizada aos moldes hollywoodianos que tinha como objetivo proporcionar à artista uma infraestrutura permanente para que se pudessem desenvolver e divulgar seus projetos cinematográficos. Aqui, o apoio financeiro de Antônio Seabra já era constante e imprescindível na vida pessoal e profissional da produtora.
A empresa sofre um incêndio em 1926, incidente que afasta Carmen temporariamente do ramo.

#### Aproximação com o ciclo de Cataguases
Lançada em 1926 por Mario Behring e Adhemar Gonzaga, a revista Cinearte passou a se estabelecer como importante elemento de incentivo e articulação do cinema nacional, ao promover discussões, fomentar debates e noticiar os leitores acerca do panorama da produção brasileira na época. Com uma circulação melhor inclusive que os próprios filmes nacionais produzidos no mesmo período, a revista conseguiu alcançar diversos leitores no Brasil todo e, assim, se consolidar enquanto meio de associação dentre os ciclos cinematográficos.  Uma dessas associações se deu entre Gonzaga (e os demais jornalistas da revista, dentre eles, Pedro Lima) e a Phebo Sul America Films, grupo integrado por Humberto Mauro, que já possuía realizações bem sucedidas, contidas à Zona da Mata Mineira.
Desse estreitamento resulta também a aproximação de Humberto Mauro e Carmen Santos, proporcionada pelos próprios integrantes da Cinearte, com quem Santos já possuía relações. Ela estava disposta a investir no grupo mineiro ao que a Phebo, seguindo uma preocupação comum à maioria das produtoras brasileiras da época, tinha como principal interesse elevar a qualidade técnica de suas produções[carece de fontes?].
Nesse contexto, dá-se início à parceria de Carmen Santos e Humberto Mauro, realizador que viria a se tornar uma das mais influentes personalidades do cinema brasileiro. O filme que inaugura essa parceria é Sangue mineiro, de 1929, dirigido por Mauro e estrelado por Santos, que aqui retoma sua carreira de atriz após um curto hiato, interpretando a protagonista, também chamada Carmen.
O filme foi o primeiro trabalho de Carmen Santos que chegou a ser lançado comercialmente, possibilitando, enfim, que os já muitos fãs da atriz a contemplassem na grande tela. Entretanto, a obra não obteve a recepção que se esperava, como pontua Cabrera (2017, p. 25): “No lançamento do filme de Carmen com Humberto, a distribuição e a recepção são frias. O lançamento certamente é prejudicado pelo boom de filmes sonoros que envolveu as poucas distribuidoras brasileiras e roubou a atenção do público e da crítica”.

#### Aproximação com Mário Peixoto
Após Sangue mineiro (1929), Carmen volta a atuar em 1931, em Limite, primeiro e único filme do jovem cineasta Mário Peixoto. A aproximação entre os dois cineastas se deu também por intermédio de Adhemar Gonzaga. Ao conhecer Mário, Carmen pede para que ele lhe escreva um roteiro exclusivo. Em troca, ela faz uma ponta em seu filme e fornece equipamentos para a produção do mesmo. Hoje, Limite é considerado um dos mais importantes filmes da história do cinema brasileiro, ocupando o primeiro lugar na lista dos melhores filmes brasileiros da Associação Brasileira de Críticos de Cinema (Abraccine).
--
Os dois seguem em associação na produção de Onde a terra acaba (1933), mas devido a inúmeras dificuldades de produção, as filmagens são interrompidas diversas vezes e a parceria de Mário Peixoto e Carmen Santos acaba, ao que Carmen passa a direção do filme a Otávio Gabus Mendes. Mário Peixoto nunca mais voltaria a dirigir.

### Brasil Vita Filmes
O golpe de 1930 coloca Getúlio Vargas na presidência da República e dá ao panorama cinematográfico nacional um novo destino. Há, por parte de Vargas, um interesse no fomento aos meios de comunicação, em especial ao cinema de natureza educativa. Assim, é criado, em 1932, o INCE (Instituto Nacional de Cinema Educativo), com o intuito de estimular a produção de filmes educativos e “promover e orientar a utilização da cinematografia, especialmente como processo auxiliar de ensino, e ainda como meio de educação popular”.
Nesse primeiro momento, o contexto era enxergado com bons olhos pelos intelectuais da época, Carmen sendo entusiasta das novas medidas. Em nota, ela escreve ao então presidente
“No Cinema Brasileiro, eu ficaria profundamente magoada se me dessem o título de ‘estrela’ — eu sou um cérebro que trabalha desabaladamente das oito às 24 horas, que luta pela organização da indústria cinematográfica em nosso país com a máxima sinceridade e, por isso, quase sempre, sozinha […] quero é trabalho, produção conscienciosa; é cinema na nossa língua; costumes, ambientes, técnica, tudo brasileiro; absolutamente, essencialmente brasileiro." 
É nesse panorama otimista que Carmen Santos funda, em parceria com Antônio Seabra e assessorada por Humberto Mauro, a Brasil Vox Filmes, posteriormente chamada Brasil Vita Filmes, em 30 de outubro de 1934. A troca dos nomes é atribuída a uma imposição judicial da produtora e distribuidora norte americana Fox Film do Brasil. Segundo Noronha (2009, p. 104), “os estúdios são construídos aos poucos num grande terreno na Tijuca, contendo camarins, escritórios, laboratórios, carpintaria e ateliê de pintura”.
Em seu início, a Brasil Vita Filmes se dispõe a produzir inúmeras obras que visam atender às novas exigências governamentais, como a série As sete maravilhas do Rio de Janeiro (1934), por exemplo. Com o estabelecimento do estúdio e do aspecto sonoro do cinema no Brasil, Carmen Santos passa a se dedicar a projetos cada vez mais ambiciosos.
A parceria com Humberto Mauro rende outros três filmes do diretor, desta vez produzidos por Carmen: Favela dos meus amores (1935) - o primeiro e mais significativo sucesso do estúdio - Cidade mulher (1936), que conta com a participação de Noel Rosa, e Argila (1942), único filme do estúdio cujas cópias sobreviveram até os dias de hoje.
Favela dos meus amores foi sucesso absoluto de público e de críticas. O filme se propunha a explorar aspectos de uma realidade social brasileira, como aponta Marcos Napolitano (2009, p. 151): “o filme agradou os intelectuais de esquerda, justamente pela figuração do morro, visto por este segmento como lugar do popular e do nacional”.
Em 1936, Carmen Santos começa a trabalhar no seu mais ambicioso projeto, Inconfidência Mineira (1948), filme que roteirizou, produziu, dirigiu e protagonizou no papel de Bárbara Heliodora. Foi filmado de 1941 a 1948, sendo que inúmeras dificuldades da grandiosa produção colocam este como o mais desgastante projeto de Santos, tanto financeira quanto psicologicamente. A recepção do filme foi fraca, uma vez que havia se construído muita expectativa ao longo dos muitos anos de produção, o que levou a produção a se tornar um fracasso de bilheteria.
Após a produção de Argila (1942), o estúdio permanece fechado durante as filmagens de Inconfidência Mineira (1948), reabrindo apenas em 1947 para alocar seu espaço para as filmagens de outras produtoras. Os filmes O cavalo 13 (1947) e O malandro e a grã fina (1947), ambos dirigidos por Luiz de Barros, são alguns exemplos das produções dessa nova fase do estúdio.
Mesmo em meio às dificuldades financeiras proporcionadas pelo mau desempenho de Inconfidência Mineira (1948), sob o comando de Carmen Santos o estúdio lançou ainda mais dois filmes: “Inocência” (1949) e “O rei do samba” (1952), também dirigidos por Luiz de Barros.

### Morte
Carmen Santos morre no Rio de Janeiro em 24 de setembro de 1952, aos 48 anos, vítima de um câncer. Jovem, deixou inacabados diversos projetos grandiosos e um legado também grandioso para o cinema nacional, sendo uma das primeiras mulheres a dirigir e produzir cinema no Brasil.

## Filmografia
| Ano  | Titulo                  | Personagem         | Nota                                    |
| ---- | ----------------------- | ------------------ | --------------------------------------- |
| 1919 | Urutau                  | Marta              | Atriz                                   |
| 1924 | A Carne                 | Lenita             | Atriz e Produtora                       |
| 1925 | Mademoiselle Cinema     | Rosalina           | Atriz e Produtora                       |
| 1929 | Sangue Mineiro          | Carmem             | Atriz e Produtora                       |
| 1931 | Limite                  | Prostituta do Cais | Atriz                                   |
| 1933 | Onde a Terra Acaba      | Escritora          | Atriz e Produtora                       |
| 1935 | Favela dos Meus Amores  | Rosinha            | Atriz e Produtora                       |
| 1936 | Cidade-Mulher           | Filha              | Atriz e Produtora                       |
| 1940 | Argila                  | Luciana            | Atriz e Produtora                       |
| 1947 | O Malandro e a Grã-fina | -                  | Produtora                               |
| 1948 | Inconfidência Mineira   | Barbara Heliodora  | Diretora, Roteirista, Produtora e Atriz |
| 1949 | Inocência               | -                  | Produtora                               |
| 1952 | O Rei do Samba          | -                  | Produtora                               |